# Troll Market
Troll Market sp. z o.o. – polskie przedsiębiorstwo odzieżowe, powstałe w 1993. Od 22 grudnia 2003 jest podmiotem zależnym „Redanu”, spółki akcyjnej notowanej na Warszawskiej Giełdzie Papierów Wartościowych. „Redan” dysponuje obecnie 100% udziałów „Troll Marketu”.
Przedsiębiorstwo ma ponad 80 sklepów, głównie w Polsce, ponadto na Litwie, Słowacji i w Czechach.